# Carlos (film, 2010)
Pour les articles homonymes, voir Carlos.
Pour plus de détails, voir Fiche technique et Distribution.
Carlos ou Le Prix du chacal est un film franco-allemand réalisé par Olivier Assayas, sorti en 2010.
Il a d'abord été présenté à Cannes, hors compétition, dans une version de 5 h 30, puis diffusé en trois parties sur Canal+ les 19 mai 2010, 26 mai 2010 et 2 juin 2010. Le film, distribué par MK2, sort en salles le 7 juillet 2010 dans une version de 2 h 45.

## Synopsis
La vie d'Ilich Ramírez Sánchez alias Carlos. De la contestation révolutionnaire au terrorisme, sans oublier le « terrorisme d'État ».

## Fiche technique
- Titre : Carlos, le terroriste qui fit trembler le monde ou Le Prix du chacal
- Réalisation : Olivier Assayas
- Scénario : Olivier Assayas et Dan Franck
- Sur une idée originale de : Daniel Leconte
- Producteur : Daniel Leconte
- Producteur exécutif : Raphaël Cohen
- Coproducteurs : Jens Meurer et Judy Tossell
- Photographie : Denis Lenoir et Yorick Le Saux
- Montage : Luc Barnier et Marion Monnier
- Décors : François-Renaud Labarthe
- Costumes : Françoise Clavel
- Pays d'origine :  France /  Allemagne
- Langue : allemand, anglais, arabe, espagnol, français, hongrois, japonais, russe
- Format : couleur - 2,35:1
- Genre : drame, biopic
- Distribution : France Canal+ (téléfilm) - (États-Unis) IFC Films
- Durée : 
  - Version télé en trois parties : 330 minutes
  - Version cinéma : 160 minutes
- Dates de sortie : 
  - France : 
    - 19 mai 2010 sur Canal+
    - 7 juillet 2010 en salles

## Distribution
Sauf indication contraire, les informations mentionnées dans cette section peuvent être confirmées par la base de données cinématographiques Allociné,  présente dans la section « Liens externes ».

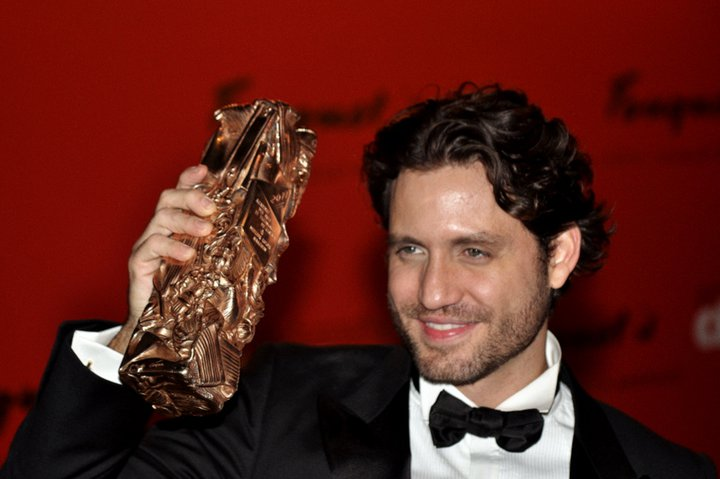
Pour son interprétation du rôle-titre, Édgar Ramírez remporte le César du meilleur espoir masculin à la des César en 2011.

- Édgar Ramírez (VF : Joakim Latzko) : Ilich Ramírez Sánchez, dit Carlos[2]
- Alexander Scheer (VF : Alex Lutz) : Johannes Weinrich
- Alexander Beyer : Lieutenant Wilhelm Borostowski
- Razane Jammal : Lana Jarrar
- Anna Thalbach : Inge Viett
- Susanne Wuest : Edith Heller
- Nora von Waldstätten (VF : Sarajeanne Drillaud) : Magdalena Kopp
- Julia Hummer : Gabriele Kröcher-Tiedemann, dite Nada
- Aljoscha Stadelmann : Wilfried Böse, dit Boni
- Farid Elouardi : Farid
- Udo Samel : Bruno Kreisky
- Abbes Zahmani : Abdelaziz Bouteflika
- Nicolas Briançon : Jacques Vergès
- Jean-Baptiste Malartre : Jacques Sénard
- Martha Higareda : Amparo
- Ahmad Kaabour (VF : Mohamed Rouabhi) : Wadie Haddad
- Christoph Bach (VF : Jérôme Veyl) : Hans-Joachim Klein, dit Angie
- Rodney El-Haddad (VF : Azeddine Benamara) : Anis Naccache, dit Khalid
- Rami Farah : Joseph
- Zeid Hadman : Youssef
- Talal El-Jurdi : Kamal Al-Issawe, dit Ali
- Fadi Abi Samra : Michel Moukharbal, dit André
- Katharina Schüttler : Brigitte Kuhlmann
- Olivier Cruveiller : Commissaire Jean Herranz
- Badih Abou Chakra : Cheik Ahmed Zaki Yamani
- Alejandro Arroyo : Valentin Hernandez Acosta
- Mohammed Ourdache : Dr Belaid Abdessalam
- Basim Kahar : Chargé d'affaires irakien
- Nourredine Mirzadeh : Jamshid Amouzegar
- George Kern : Otto Röesch
- Djemel Barek : Mohamed Boudia
- Yanillys Perez Rivas : Anselma Lopez
- Ana Maria Duran : Albaida
- Carolina Callejas : Leyma
- Shamyr Ali : Luís
- Leslie Clack : Joseph Edward Sieff
- Cem Sultan Ungan : Hassan Saeed
- Eriq Ebouaney : Hassan al-Tourabi
- Salah El Din Abou Chanab : Dr Nafaa
- Mounzer Baalbacki : Diplomate iranien
- Keith Thomson : Agent de la CIA
- Anton Kousnetsov : Iouri Andropov
- Antoine Balaban : Général Al-Khouly
- Fadi Yanni Turk (VF : Sharokh Moshkin Ghalam) : Colonel Haïtham Saïd
- Issam Bou Khaled : Général libyen

Version française
- Studio de doublage : Les Studios de Saint-Ouen
- Direction artistique : Laura Koffler-Gery
- Adaptation : Jean-Marc Pannetier
- Montage : Alain Debarnot et Claire Garnier
- Enregistrement : Thomas Lafforgue
- Mixage : Frédéric Echelard

 Source et légende : version française (VF) sur RS Doublage  et d'après le carton de doublage TV après le générique de fin.

## Réception

### Accueil critique
Dans les pays anglophones, Carlos obtient un accueil largement favorable des critiques professionnels : sur les 62 critiques collectés par le site Rotten Tomatoes, 94% sont positifs, pour une moyenne de 8,1⁄10, tandis que le site Metacritic lui attribue un score de 94⁄100, pour 21 critiques.

### Box-office
Carlos obtient une exploitation limitée en salles en France, où il n'est jamais distribué au-delà de 58 salles. Il reste une seule semaine — celle de sa sortie — dans le top 20 hebdomadaire avec 21 794 entrées, ce qui lui permet de se classer à la dix-neuvième place du box-office français. Resté dix semaines en salles, Carlos totalise 44 460 entrées en fin d'exploitation. Aux États-Unis, également distribuée en exploitation limitée, où il est distribué jusqu'à 7 salles, a engrangé 145 526 $ au bout quatorze semaines à l'affiche. À l'international, Carlos a rapporté 913 843 $.

## Distinctions
- Prix du cinéma européen 2010 : meilleur montage pour Marion Monnier et Luc Barnier[9]
- Golden Globes 2011 : meilleure mini-série ou meilleur téléfilm
- César du cinéma 2011 : César du meilleur espoir masculin pour Edgar Ramirez[10].

### Nominations
- Satellite Awards 2010 : meilleur mini-série
- London Film Critics Circle Awards 2011 : acteur de l'année pour Édgar Ramírez
- Golden Globes 2011 : meilleur acteur dans une mini-série ou un téléfilm pour Édgar Ramírez
- Screen Actors Guild Award 2011 : meilleur acteur dans une mini-série ou un téléfilm pour Édgar Ramírez